# Saltvattensfisk

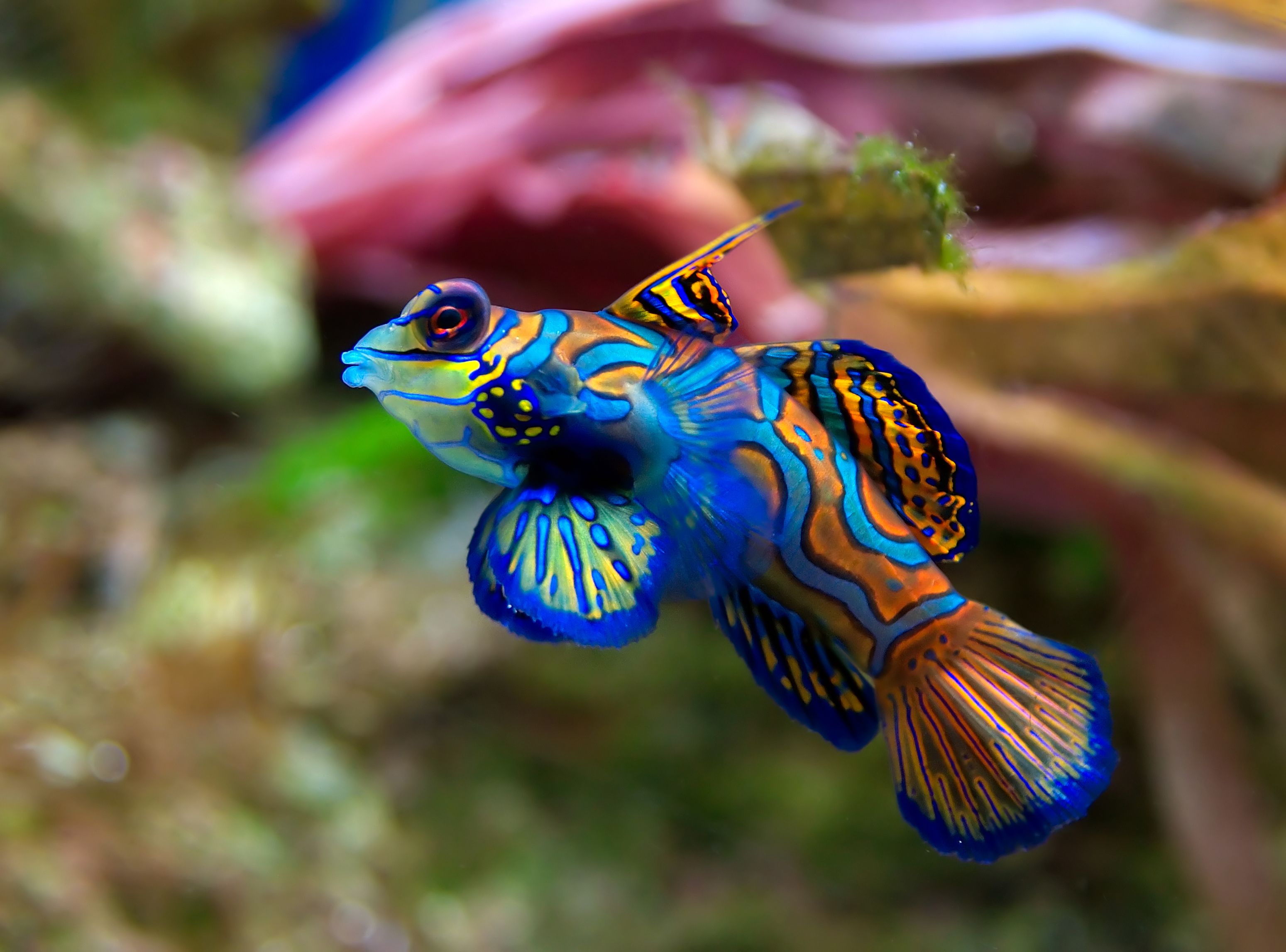
Synchiropus splendidus är en asiatisk mandarinfisk som uteslutande lever i saltvatten.

En saltvattensfisk är en fisk som lever hela eller stora delar av sitt liv i saltvatten, såsom i hav och saltsjöar där vattnet har en salinitet högre än 3 procent. Cirka 50 procent av alla fiskarter är saltvattensfiskar.

## Biologisk adaption
Miljöer med saltvatten skiljer sig från de med brackvatten och sötvatten på många sätt; det mest självklara är de olika salthalterna. På grund av osmos riskerar saltvattensfiskar att ta upp för mycket salt från det omgivande vattnet, vilket skulle vara skadligt för deras kroppar. För att överleva har saltvattensfiskarna därför utvecklat en rad olika fysiologiska adaptioner, så att de kan behålla en balanserad halt av joner i kroppen. Hajar och de flesta andra broskfiskar får främst ut salterna genom en körtel vid analöppningen, men också via njurar och tarmsystem. Benfiskar löser istället problemet genom att dricka mycket vatten och utsöndrar sedan magnesium-, kalcium- och sulfatjoner genom njurarna, men behåller en relativt stor mängd av själva vattnet. De har dessutom särskilda kloridceller i gälarna som pumpar ut klorid- och natriumjoner.